# Hindersön
Hindersön is een van de eilanden van de Lule-archipel. Het is naar de patroonheilige Henrik uit Finland genoemd. Het eiland heeft in de loop der tijden een aantal eilanden om zich heen opgeslokt: Björkön in het noordoosten, Gräsön in het zuidwesten en Bodholmen in het zuidoosten. Het is een van de weinige eilanden die een eigen eigen weg, die van zuidwest naar noordoost loopt. Het eiland heeft geen oeververbinding. Vanuit Hindersön werden de eilanden in de omgeving geëxploiteerd.
Hindersön is ook een van de weinige eilanden in de archipel die een permanente bewoning hebben. De meeste mensen wonen in het dorp Hindersön, midden op het eiland. Het dorp ligt in een soort lintbebouwing. Er werd en er wordt op het eiland landbouw bedreven. De meeste eilanden bestaan te veel uit rotsbodem om er te planten, maar dat valt op Hindersön mee. Dat heeft tot gevolg gehad dat Hindersön al in de 16e eeuw kolonisten aantrok om zich daar te vestigen. Behalve de landbouw was er de visserij en de zeehondenjacht. Er vond omstreeks 1850 ook op kleine schaal mijnbouw plaats, voornamelijk naar ijzer tot op 20 meter diepte. De opslagplaats lag op Oxgrundet. Er werd ook kalk gewonnen. Tegenwoordig vormt toerisme een belangrijke bron van inkomsten. Het eiland heeft drie plaatsen om aan te leggen, dat ontbreekt vaak bij andere eilanden, en in de zomermaanden vaart er een boot naar Luleå.
Hindersön is bekend vanwege de natuur in de omgeving. De wilde aardbei en framboos komen voor maar ook een zeldzame Siberische variant van de sleutelbloem en de spookorchis. Er leven verschillende dierensoorten, en wild, hazen en zeevogels waaronder de visarend.

## Websites
- (en)  Guest harbors. Hindersön. gearchiveerd
- Hindersön, Luleå. huisjes Jopikgården, gearchiveerd